# Kritische Geographie
Als Kritische Geographie werden zusammenfassend Strömungen innerhalb der Geographie bezeichnet, die sich kritisch mit dem Zusammenhang von gesellschaftlichen Entwicklungen und dem geographischen Raum auseinandersetzen. Sie entstand als eine Kritik am Geodeterminismus und der Raumwissenschaft („spatial approach“), den beiden zuvor in der Geographie paradigmatischen Ansätzen. Während die kritische Geographie in der englischsprachigen Humangeographie den akademischen Mainstream bildet und auch in Frankreich und Spanien Bedeutung erlangt hat, stellt sie in der physischen Geographie und generell im deutschsprachigen Bereich weitgehend eine Randerscheinung dar.

## Begriff
Der Begriff Critical geography trat etwa Mitte der 1980er Jahre als Selbstbezeichnung von Vertretern tendenziell links-emanzipatorischer, politisch engagierter Ansätze in der angloamerikanischen Geographie (vornehmlich der Humangeographie) in Erscheinung. „Kritik“ wird dabei grundsätzlich im Sinne der Kritischen Theorie als Gesellschaftskritik und somit als Grundlage für Werturteile verstanden, explizite Bezüge auf Vertreter der Frankfurter Schule sind jedoch selten.
Während eine Übersetzung als Kritische Geographie gebräuchlich ist, wird der bereits zuvor aufgekommene Begriff der radical geography im deutschen Sprachraum im Original belassen, da „radikal“ stärker mit der Fremdzuschreibung des Radikalismus als mit der Selbstzuschreibung der Radikalität konnotiert ist (zumal eine der radical geography vergleichbare Bewegung nicht stattgefunden hatte). Das Verhältnis der beiden Strömungen zueinander ist umstritten, wobei die Ansicht am weitesten verbreitet ist, dass die Kritische Geographie letztendlich eine um postmodernistische und poststrukturalistische Einflüsse erweiterte Fortführung der durch die radical geography begründeten Ansätze darstellt. Nichtsdestotrotz findet der Begriff der radical geography auch gerade als bewusste Opposition zur sich als Mainstream verstehenden Critical Geography Verwendung.

## Geschichte

### Vorläufer
Die traditionelle Geographie, die bis weit ins 20. Jahrhundert praktiziert wurde, war weitgehend von der Vorstellung geprägt, dass die natürliche Umgebung einer menschlichen Gesellschaft deren Kultur determiniert. Zwar waren mit Élisée Reclus und Pjotr Kropotkin zwei bedeutende Geographen Anarchisten, dies hatte jedoch nur wenig Einfluss auf das gesellschaftspolitische Selbstverständnis der geographischen Forschung. Eine als Länder- und Landschaftskunde verstandene Geographie ignorierte weitgehend die kapitalistische Inwertsetzung natürlicher Ressourcen durch industrielle Produktion und die mit ihr einhergehenden gesellschaftlichen Veränderungen. Sozialtheorie wurde nur insoweit betrieben, wie sich im Sinne der Geopolitik daraus nationale Herrschafts- und Expansionsansprüche als quasi-natürlich ableiten ließen. Nur wenige kritische Stimmen wie der Sinologe Karl August Wittfogel 1929 oder auch einige japanische Geographen versuchten, die mangelnde theoretische Grundlegung der Geopolitik offenzulegen.
Nach dem Zweiten Weltkrieg, verstärkt ab Ende der 1950er Jahre, gaben daher Vertreter der sogenannten „quantitativen Revolution“ insbesondere in den Vereinigten Staaten der Relevanz des Fachs eine neue Deutung, indem sie mittels neuer, mathematischer Methoden den geographischen Raum als Erklärungsfaktor für gesellschaftspolitische Problemstellungen erschlossen. Gleichzeitig blieb jedoch eine stärkere sozialtheoretische Fundierung zunächst aus.

### Radical Geography
Mit den gesellschaftlichen Umwälzungen in vielen westlichen Ländern ab Ende der 1960er Jahre rückten jedoch auch in der Geographie die sozialen, insbesondere ökonomischen, Ursprünge räumlicher Unterschiede in den Mittelpunkt des Interesses. Während allerdings einige Protagonisten dieses neuerlichen Paradigmenwechsels wie David Harvey komplett mit der quantitativen Neuorientierung brachen, die das Fach erst kurz zuvor erlebt hatte, kombinierten andere wie etwa William Bunge und James Morris Blaut diese Ansätze im Zuge kartographischer Darstellungen. Unter dem Herausgeber Richard Peet entwickelte sich die 1969 gegründete Zeitschrift Antipode zum Sprachrohr dieser „Radical Geography“ genannten Bewegung.
Auch wenn in ihrer Breitenwirkung nicht mit der der US-amerikanischen Radical Geography vergleichbar, entwickelte sich auch in vielen anderen Ländern, insbesondere im Mittelmeerraum und in Lateinamerika, eine vornehmlich marxistisch orientierte Kritik an der bisherigen geographischen Forschung. Neben dem Brasilianer Milton Santos oder dem Italiener Lucio Gambi ist hier vor allem Yves Lacoste zu nennen, der etwa die Verstrickungen der Geographie in militärische Operationen aufzeigte. Ohnehin waren in Frankreich bereits zuvor wichtige Fachvertreter Anhänger marxistischer Ideen gewesen, jedoch ohne dass dies großen Einfluss auf die theoretische Basis des Fachs gehabt hätte. Daneben entstand in Ländern des Ostblocks wie der Sowjetunion und der DDR eine vornehmlich wirtschaftsgeographische Interpretation des Marxismus.

### Kritische Geographie
Doch auch die Radical Geography war zunächst nur eine von mehreren tendenziell emanzipatorischen Strömungen, die zu dieser Zeit im angloamerikanischen Raum entstanden. So beschäftigten sich die Welfare Geography und die Humanistic Geography mehr mit der Distributions- als der Produktionsseite kapitalistischer Wirtschaft und mit der Lebenssituation benachteiligter Gesellschaftsgruppen. Auch entstand die Feministische Geographie zu dieser Zeit, und kulturelle Faktoren wie Rassismus, von der Radical Geography zwischenzeitlich vernachlässigt, rückten ins Forschungsinteresse.
So entwickelte sich im Laufe der 1980er Jahre eine breiter aufgestellte Kritische Geographie, deren sozialtheoretischer Kern jedoch der Marxismus und deren Weiterentwicklungen blieben. Zudem erlangten mehrere ihrer Vertreter, allen voran Harvey, über das Fach hinaus in den Sozialwissenschaften Bedeutung. Um dieser Entwicklung gerecht zu werden, wurden neue Zeitschriften wie Environment and Planning D: Society and Space (1983) gegründet, während die Antipode seit 1986 durch einen kommerziellen Verlag herausgegeben wird.
Nicht zuletzt in Reaktion auf das Aufkommen neoliberaler Wirtschaftspolitik (Thatcherismus, Reaganomics) bildete sich gleichzeitig eine zweite Generation marxistisch orientierter Geographen um Neil Smith, Erik Swyngedouw, etwas später auch Don Mitchell und Jamie Peck heran, die vor allem zwei Forschungsschwerpunkte vertiefte: Erstens die Frage, inwiefern bestimmte Maßstabsebenen (scales) durch politische Macht in einem Gebiet überhaupt erst produziert werden, zweitens die Frage nach der Rolle von Arbeitnehmern für ungleiche räumliche Entwicklungen.
1997 wurde mit der International Critical Geography Group eine Institution gegründet, die den internationalen Austausch in der weitgehend anglophon dominierten Kritischen Geographie fördern soll. Erneut erfolgte auch die Neugründung von Zeitschriften: ACME: An International E-Journal for Critical Geographies 2002 und Human Geography: A New Journal of Radical Geography 2008, letztere wiederum herausgegeben von Richard Peet.

## Deutschsprachiger Raum
Im deutschsprachigen Raum erlangte die Kritische Geographie längst nicht denselben, quasi-hegemonialen Status wie etwa im angloamerikanischen Raum, sondern blieb auf einzelne Werke und studentische Initiativen beschränkt. Unter einer (politisch) „engagierten Geographie“ wurde letztendlich eine auf die Belange von Raumordnung und -planung ausgerichtete Forschung verstanden, und der ursprünglich neomarxistische Ansatz der Regulationstheorie weitgehend seiner politischen Konnotationen enthoben. Seit den 2000er Jahren ist jedoch eine gewisse Hinwendung zu kritischen Themenstellungen durch Vertreter wie Bernd Belina, Georg Glasze, Michael Janoschka und Christian Zeller festzustellen.

## Zeitschriften
Mit der Kritischen Geographie einher ging die Entstehung neuer Zeitschriften.
| Land              | Zeitschrift                          | Untertitel | Erscheinungsweise                                       | Gründer                                             |
| Frankreich        | Hérodote                             | stratégies géographies idéologies                                                                                  | seit 1976 ununterbrochen dreimonatlich                  | Yves Lacoste                                        |
| Frankreich        | Espaces et Sociétés                  | revue critique internationale de l'aménagement de l'architecture de l'urbanisme                                    | seit 1970 ununterbrochen dreimonatlich                  | Henri Lefebvre                                      |
| Spanien           | Geo Crítica                          | Cuadernos Críticos de Geografía Humana                                                                             | 1976–1994 ununterbrochen zweimonatlich; dann als portal | Horacio Capel                                       |
| Spanien           | Scripta Nova                         | Revista Electrónica de Geografía y Ciencias Sociales                                                               | seit 1996 ununterbrochen dreimonatlich                  | Departament de Geografia / Universitat de Barcelona |
| USA               | Antipode                             | A radical journal of Geography                                                                                     | seit 1969 ununterbrochen 5 mal jährlich                 | Richard Peet                                        |
| West- deutschland | Roter Globus                         | zuerst: Zeitschrift für politische und ökonomische Geographie dann: Zeitschrift zur Kritik bürgerlicher Geographie | 1971–1973 Insgesamt 6 Ausgaben einschl. Sonderausgaben  | Studenten der Universität Marburg                   |
| West- deutschland | Geografiker                          | | 1968–1972 insgesamt 8 Ausgaben                          | West-Berliner Studenten                             |
| West- deutschland | Geographie in Ausbildung und Planung | | 1974–1976 insgesamt 6 Ausgaben                          | Studenten der Universität Bochum                    |
| ----------------- | ------------------------------------ | --- | ------------------------------------------------------- | --------------------------------------------------- |

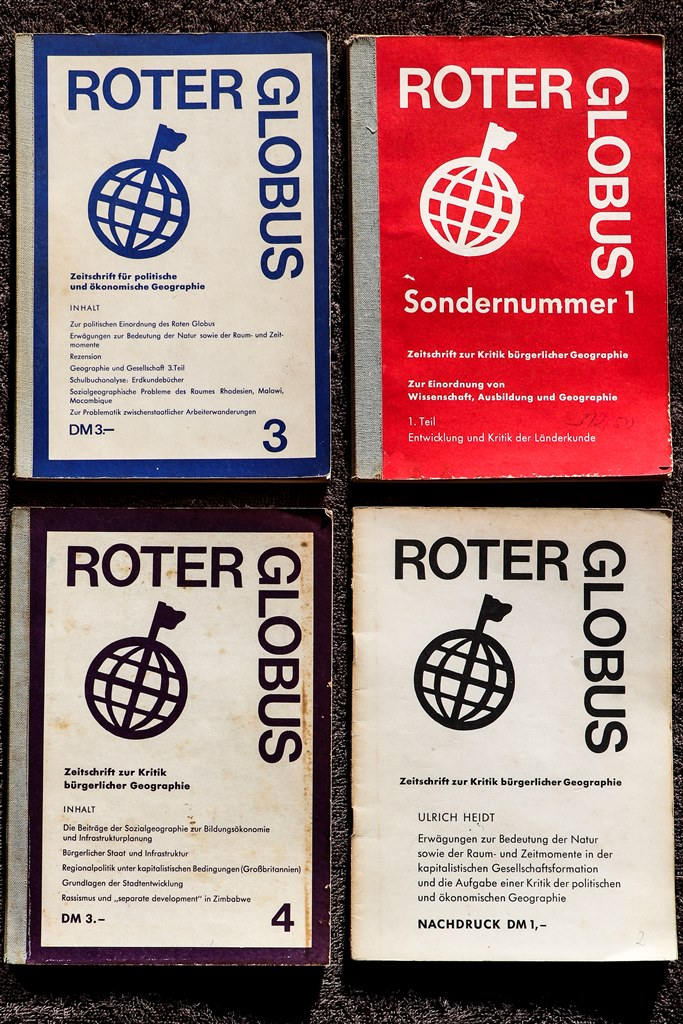
Ausgaben des Roten Globus

Vergleicht man die Publikationsdaten der westdeutschen Zeitschriften der Kritischen Geographie mit denen anderer Länder in den 70er Jahren, so springen sofort zwei Merkmale ins Auge: die kurze Lebensdauer ersterer und ihre Herausgeber. Während die Zeitschriften in den übrigen Ländern von mit dem Zustand der Geographie unzufriedenen Professoren herausgegeben wurden, handelt sich bei den Herausgebern der kurzlebigen westdeutschen Zeitschriften ausschließlich um Studenten. Dies ist ein Indiz dafür, dass der damalige westdeutsche akademische Lehrkörper seine Reihen gegenüber kritischen Denkansätzen geschlossen hielt. Das nimmt nicht Wunder ob des Spezifikums besagten Lehrkörpers, das in der personellen und konzeptionellen Kontinuität einiger ihrer Koryphäen seit dem Nazi-Regime weit über 1945 hinaus bestand. Erst in den 80er Jahren mit dem Ende der traditionellen Ordinarienuniversität und des Generationswechsels im universitären Lehrkörper kam es zu behutsamen Öffnungen.

## Themenfelder
Der grundsätzliche Ansatz einer sozialtheoretisch fundierten, das heißt ideologiefreien geographischen Forschung liegt darin, den geographischen Raum in Abhängigkeit zu den jeweiligen gesellschaftlichen Verhältnissen zu betrachten. Ihr Gegenstand ist somit die gesellschaftliche Produktion von Raum im Sinne des Soziologen Henri Lefebvre, die in (räumlich) ungleichen Entwicklungen gemäß Neil Smith resultiert. Insofern befasst sich Kritische Geographie gerade mit der gesellschaftlich bedingten Entstehung von Räumen aller Maßstabsebenen, seien es Staaten (Kritische Geopolitik), Regionen oder Städte. Aber auch vermeintlich naturgegebene Ebenen wie die Landschaft oder der menschliche Körper gehören zu den Forschungsgegenständen. Insbesondere im deutschen Sprachraum ist zudem in Anlehnung an die Kritische Kriminologie eine kritische Kriminalgeographie entstanden.
Auch die Politische Ökologie wurde in wesentlichem Maß durch Vertreter der Kritischen Geographie mitbegründet. Sie beschäftigt sich mit der Inwertsetzung des Naturraums im Rahmen kapitalistischer Produktion. Eine explizit kritische physische Geographie besteht jedoch bislang nicht bzw. ist in der Entstehung begriffen.

## Kritik
Während im angloamerikanischen Kontext die Kritische Geographie so weit definiert ist, dass fraglich bleibt, was der Begriff denn erfasst und was nicht, stellt sich im deutschsprachigen Kontext umgekehrt die Frage, ob die Geographie überhaupt dazu geeignet ist, letztlich polit-ökonomische Fragestellungen zu bearbeiten. Ein weiterer Kritikpunkt besteht in der Nichterfüllung der ursprünglich ausgerufen gesellschaftspolitischen Ziele. Im Zuge der akademischen Etablierung blieben marginalisierte gesellschaftliche Gruppen weiterhin außen vor.

### Allgemein
- Arbeitskreis Kritische Geographie
- Kritische Geographie Österreich
- KritischeGeographie.de – AK Kritische Geographie Frankfurt
- International Critical Geography Group (englisch)

### Zeitschriften
- ACME: An International E-Journal for Critical Geographies  (englisch)
- AntipodeFoundation.org – A Radical Geography Community (englisch)
- Human Geography: A New Radical Journal (englisch)